# Niclas Thiede
Niclas Thiede (Hagen, 14 de abril de 1999) es un futbolista alemán que juega en la demarcación de portero para el VfL Bochum de la 2. Bundesliga de Alemania.

## Biografía
Tras formarse como futbolista en el Borussia Dortmund, en el Rot-Weiss Essen y en el VfL Bochum, finalmente en 2018 pasó a la disciplina del SC Freiburg. En 2018 debutó con el segundo equipo. Una temporada más tarde, en la 2019-20, el 19 de octubre de 2019 debutó con el primer equipo, haciendo su debut como profesional en un encuentro de la Bundesliga contra el 1. FC Union Berlín.

## Clubes
| Club                  | País     | Año       | Partidos | Goles |
| --------------------- | -------- | --------- | -------- | ----- |
| S. C. Friburgo II     | Alemania | 2018-2021 | 37       | 0     |
| S. C. Friburgo        | Alemania | 2019-2021 | 1        | 0     |
| S. C. Verl            | Alemania | 2021-2023 | 56       | 0     |
| VfL Bochum            | Alemania | 2023-2024 | 0        | 0     |
| SSV Ulm 1846 (cedido) | Alemania | 2024-2025 | 17       | 0     |
| VfL Bochum            | Alemania | 2025-     |          |       |